# Electrick Children
Electrick Children è un film del 2012 diretto da Rebecca Thomas e liberamente ispirato a Il Vangelo secondo Matteo di Pier Paolo Pasolini.

## Trama
La quindicenne Rachel cresce in una comunità di mormoni nello Utah, assieme alla sua numerosissima famiglia. Un giorno scopre d'essere incinta e si convince che questo dipenda dal suo aver ascoltato di nascosto una musicassetta appartenente ad uno dei suoi fratelli. Il fatto viene scoperto dai genitori, che accusano d'incesto il fratello (cacciandolo dalla comunità) e la costringono a sposarsi il giorno stesso. Ma Rachel, auto-convintasi d'essere una sorta di Vergine Maria, sceglie di scappare nella notte alla ricerca del presunto padre alla volta di Las Vegas.